# Кремиковский монастырь
Кремиковский монастырь (болг. Кремиковски манастир „Свети Георги“) — православный монастырь в Болгарии, расположен в 25 км от Софии на склоне горы Стара Планина. Является одним из самых ценных средневековых памятников культуры, расположенных на Балканском полуострове.
Легенда относит основание монастыря к периоду правления царя Иоанна-Александра (середина XIV века). После завоевания турками Софии монастырь был разрушен в 1382 году. Первое документальное свидетельство о Кериковском монастыре относится к 1493 году, когда боярин Радивой, по благословению софийского митрополита, восстановил старую церковь Георгия Победоносца и украсил её в память о своих детях, умерших во время эпидемии 1492 года (их погребения обнаружены в церкви в 1987 году).
Комплекс монастырских построек состоит из двух жилых зданий, старой и новой церкви. «Старая» церковь построена как однонефная бескупольная базилика продолговатой формы. Украшена стенописью XV—XVII веков. В притворе изображены ктиторы боярин Радивой, его жена, дети и софийский митрополит Калевит. Внутренние помещения покрыты фресками на сюжеты жития Георгрия Победоносца, имеется иллюстрация рождественской стихиры «Что Ти принесем Христе». «Новая» церковь в честь Покрова Пресвятой Богородицы построена в 1902 году. В ней хранится Кремиковское Евангелие 1497 года и деревянный иконостас XVII века.
В XVII-XVIII веках в Кермиковском монастыре находилась одна из крупнейших болгарских книжных мастерских. Монастырь был заброшен во второй половине XIX века. Вновь насельники появились в нём в 1879 году, ими стали 20 монахинь бежавших из Малашевцы. После этого монастырь никогда не закрывался.

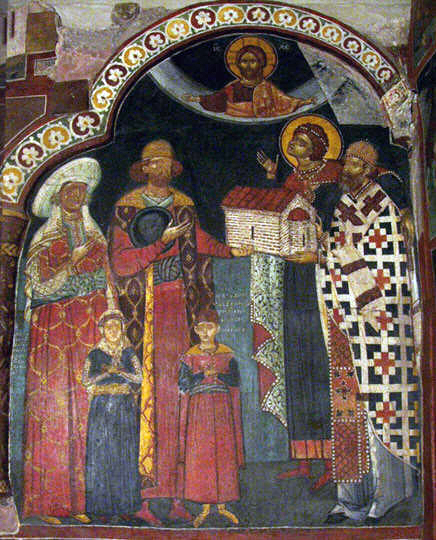
Ктитор Радивой с семьёй и митрополит Калевит с макетом церкви
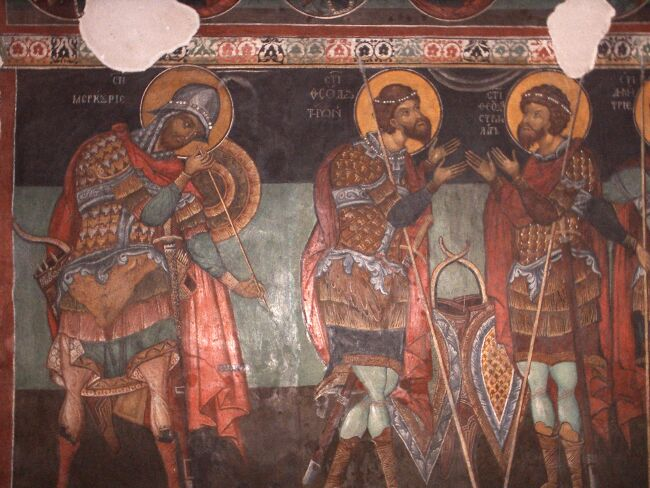
Святые Феодор Тирон, Феодор Стратилат и Меркурий Кесарийский
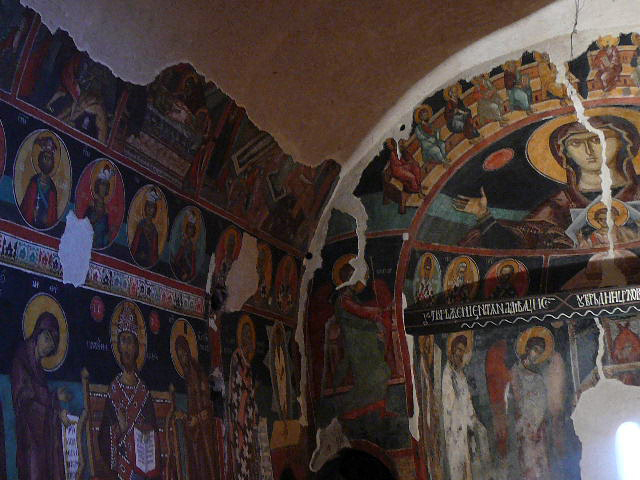
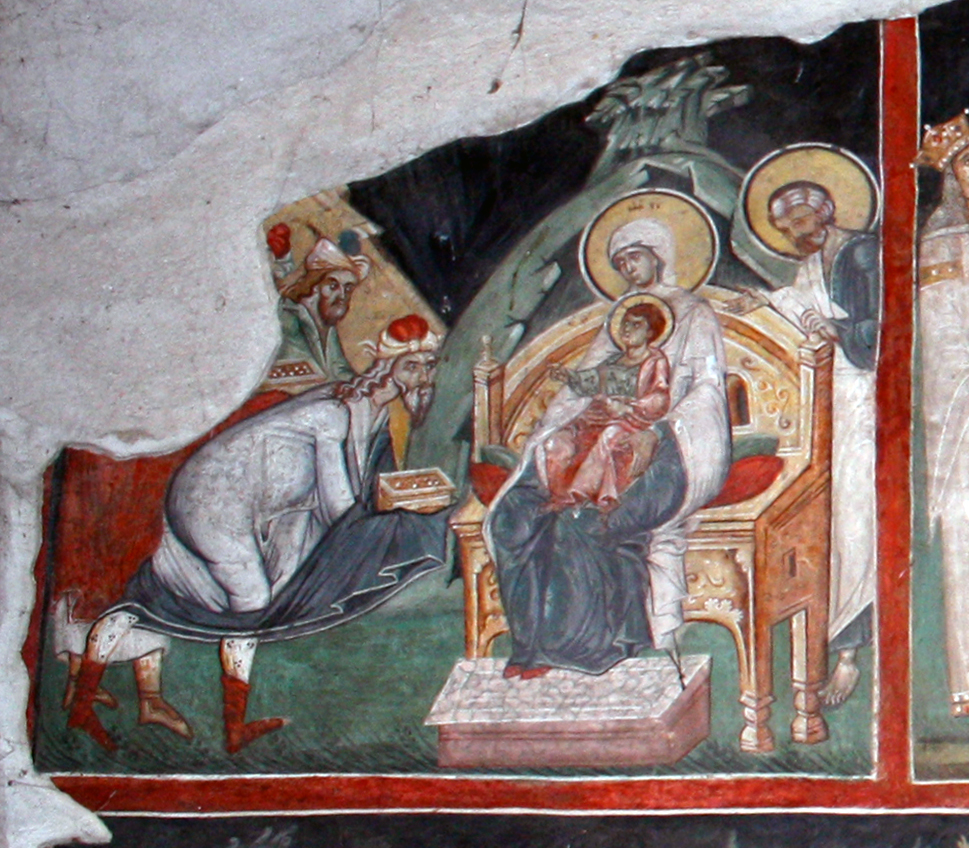
Фреска «Поклонение волхвов»